# چچه
چچه (به مجاری:  Csécse) یک منطقهٔ مسکونی در مجارستان است که در ناحیه پاستو واقع شده‌است. چچه ۲۱٬۷۳ کیلومتر مربع مساحت و ۸۹۶ نفر جمعیت دارد.